# لمبرخ (هولندا)
لِمبُرخ  مقاطعة من مقاطعات هولندا.

## بلديات
تتكون ليمبورخ من 33 بلدية موزعة كالتالي:

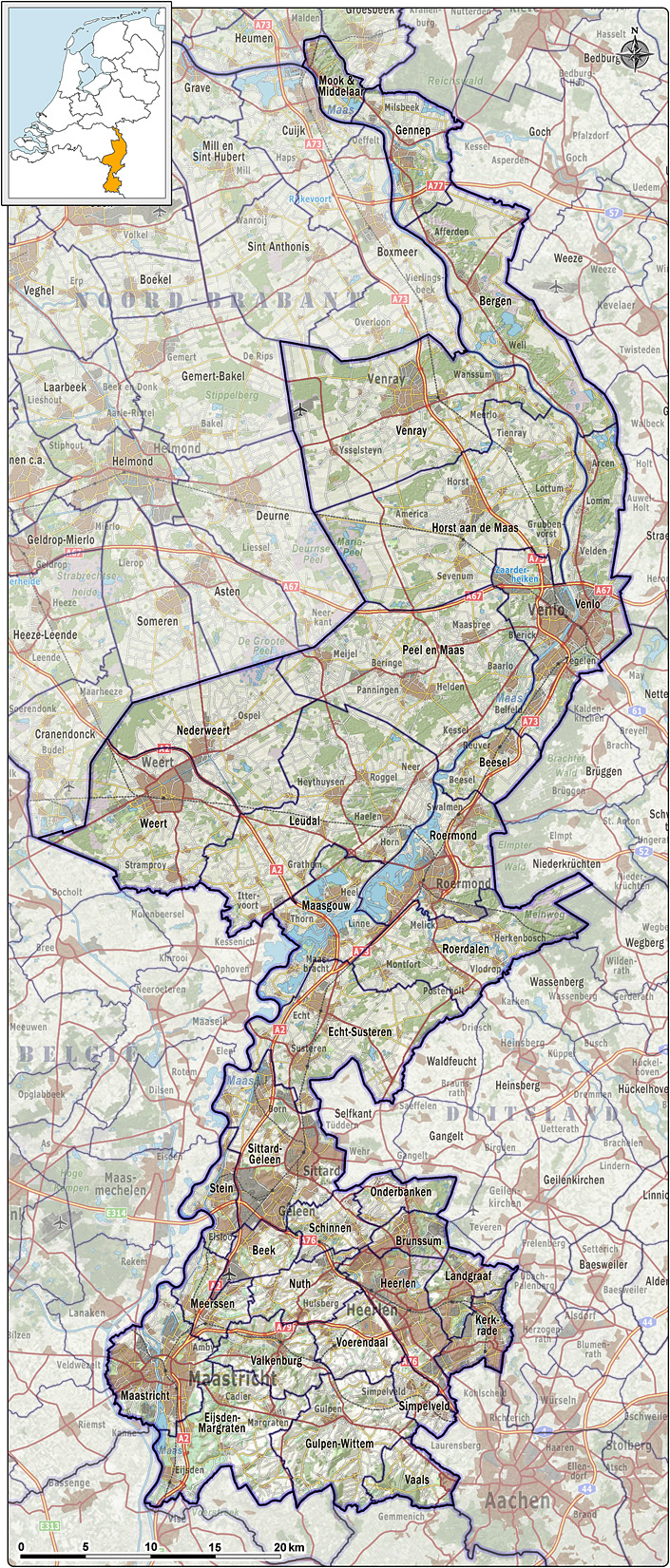
خريطة ليمبورخ (2012)

| - COROP مجموعة شمال ليمبورخ - بيسل - بيرخن (ليمبورخ) - خنيب - هورست آن دي ماس - موك آن ميديلار - بيل آن ماس - فينلو - فينراي - مجموعة وسط ليمبورخ COROP - إيخت- سوسترين - لودال - ماسخاو - نيدرفيرت - روردالن - رورموند - فيرت | - مجموعة جنوب ليمبورخ COROP - بييك - برونسوم - آيسدن- مارخراتن - خولبن- فيتيم - هيرلين - كيركراده - لاندخراف - ماستريخت - ميرسن - نوت (هولندا) - أوندربانكن - سخينن - سيمبلفيلد - سيتارد- خيلين - ستاين - فالس (هولندا) - فالكنبورخ آن دي خول - فوريندال |  |

## أعلام
- رينيه فان دير ليندن